# Stalachtis pygmaea
Stalachtis pygmaea är en fjärilsart som beskrevs av D'almeida 1922. Stalachtis pygmaea ingår i släktet Stalachtis och familjen juvelvingar. Inga underarter finns listade i Catalogue of Life.